# Ernst Schultz
Pour les articles homonymes, voir Schultz.
Ne doit pas être confondu avec Ernest Schultz.
Ernst Ludvig Emanuel Schultz, né le 15 mai 1879 à Horsens et mort le 20 juin 1906 dans le fjord de Roskilde, est un athlète danois spécialiste du sprint. 

## Carrière
En 1899, il gagne les championnats du Danemark sur 150 mètres. Lors des Jeux de Paris, il gagne facilement sa série du 400 mètres avant de terminer 3e de la finale près de 25 mètres derrière le vainqueur Maxie Long.
Il se noie accidentellement le 20 juin 1906 dans le fjord de Roskilde lors d'une promenade.

### Palmarès
| Date | Compétition           | Lieu  | Résultat | Performance |
| ---- | --------------------- | ----- | -------- | ----------- |
| 1900 | Jeux olympiques d'été | Paris | 3e       | 51 s 5      |

### Records
| Épreuve    | Performance | Lieu  | Date            |
| ---------- | ----------- | ----- | --------------- |
| 400 mètres | 51 s 5      | Paris | 15 juillet 1900 |